# Avigdor Kara

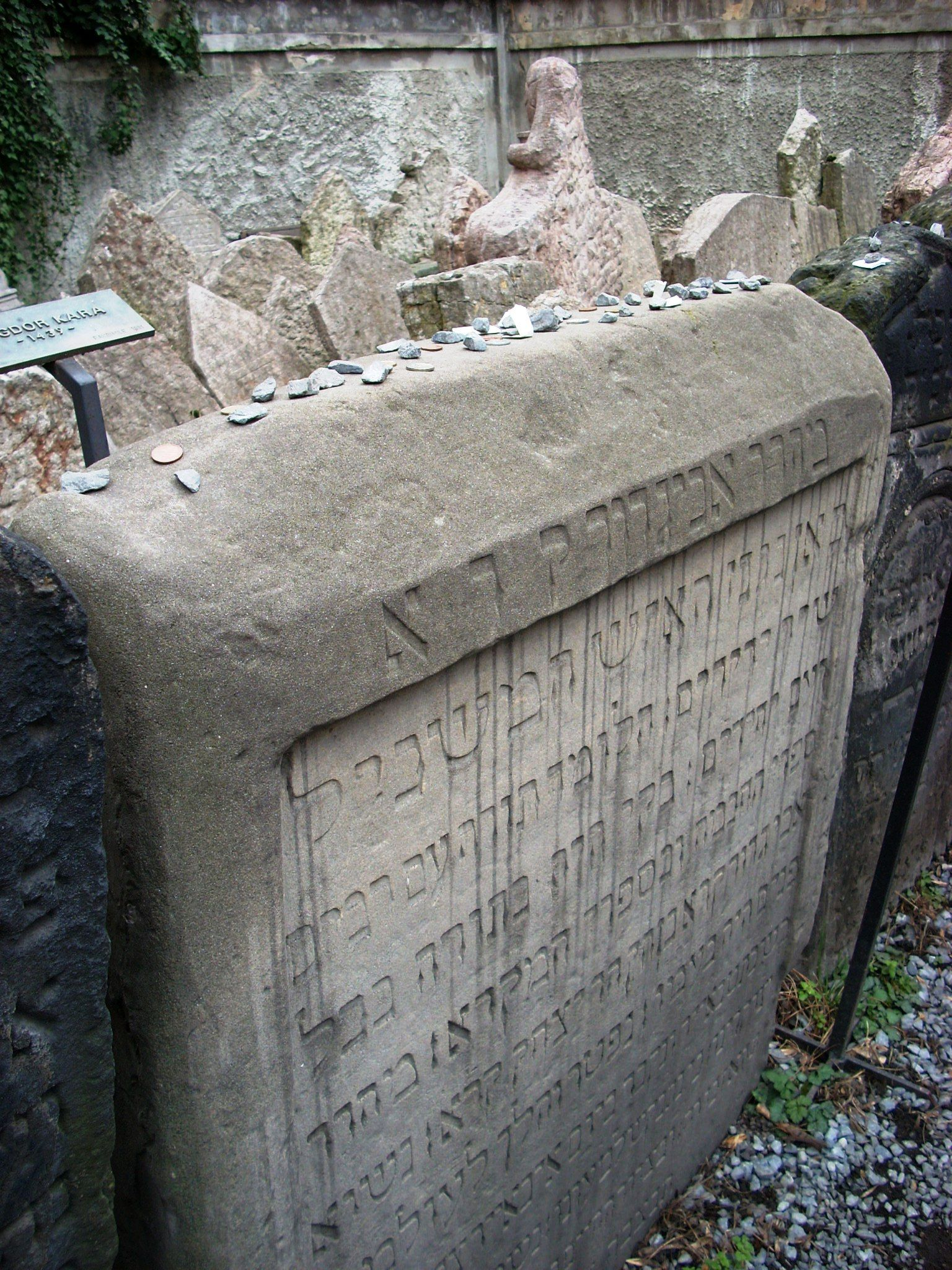
Grabmal auf dem Alten jüdischen Friedhof in Prag

Avigdor Kara (auch: Abigdor ben Isaac Ḳara, hebräisch אביגדר בן יצחק קרא;  * wohl vor 1389 in Regensburg; † 25. April 1439 in Prag) war Rabbiner, Talmudist und Kabbalist.

## Leben
Avigdor Kara war der Sohn des Rabbiners Jizchak Kara. Sein Vater und er übersiedelten von Regensburg nach Prag, wo Avigdor wahrscheinlich als Kind die Ermordung seines Vaters anlässlich eines Pogroms 1389 miterleben musste. Er soll von König Wenzel IV. mehrmals zu religiösen Disputen herangezogen worden sein. Später war er Mitglied des Prager Rabbinergerichts (Beth Din). Avigdor Kara wurde auf dem Alten jüdischen Friedhof in Prag begraben, wobei es sich bei seinem Grabstein um den ältesten erhaltenen auf diesem Friedhof handelt. Wegen des schlechten Erhaltungszustandes wurde der Stein in das Jüdische Museum in der Maisel-Synagoge gebracht, während auf dem Friedhof eine Kopie aufgestellt wurde. Die Inschrift besagt, dass Kara Verständnis für das liebliche Lied hatte, viele und auch einzelne die Kenntnis der Thora lehrte und bewandert war in der Wissenschaft, in allen Büchern der Weisheit und den Büchern der Schrift.
Avigdor Kara war Kabbalist. Von ihm sind einige handschriftliche Fragmente erhalten, darunter die kabbalistischen Responsen Ewen sapir (Der Stein Saphir), die allegorische Ausdeutungen des Pentateuchs enthalten, und die kabbalistische Schrift Kodesch hillulim. Am bekanntesten sind aber seine in die Liturgie aufgenommenen Dichtungen, wie die Elegie Selicha(Et kol hatla’a), die das Pogrom des Jahres 1389 zum Inhalt hat und die bis heute zu Jom Kippur in der Altneu-Synagoge verlesen wird. Darin heißt es u. a.:
„Viele wurden erschlagen, wer kennt Ihre Zahl,
Jünglinge und Mädchen, Alte und Säuglinge.
Dir, Herr aller Seelen, muss ich sie nicht ins Gedächtnis rufen,
Du wirst alle richten, alle wirst Du durchleuchten.
Sie zerstörten auch den Friedhof, den Ort der ewigen Freiheit,
wo die Gebeine meiner großen Vorfahren ruhen.
Sie gruben diese meine Schätze aus,
sie zertrümmerten voll Wut die Grabmäler,
um meinen Stolz zu demütigen.
Wie lange noch, o Herr; ist es denn noch nicht genug?!“
Die Gestalt des Avigdor Kara wurde vom tschechischen Schriftsteller Alois Jirásek in seiner Trilogie Mezi proudy (Zwischen den Strömen) dichterisch verarbeitet.